# Трећи украјински фронт
Трећи украјински фронт (3-й Украинский фронт) био је оперативно-стратегијска формација совјетских снага за време Великог отаџбинског рата.
Формиран је на југозападу 20. октобра 1943. на основу наредбе Ставке Врховне команде од 16. октобра 1943. године преименовањем Југозападног фронта. У почетку су га чинили управа (штаб), 1. и 8. гардијска армија, 6, 12, 46. армија и 17. ваздухопловна армија. Касније су у њега укључени 5. ударна, 4. и 9. гардијска, 26, 27, 28, 37, 57. армија, 6. гардијска тенковска армија, 1, 2, 4. бугарска армија. Трећем украјинском фронту оперативно је била потчињена Дунавска војна флотила Совјетске ратне морнарице.

## Команда
Команданти снага:
- генерал армије Родион Јаковљевич Малиновски (20. октобра 1943 — 15. маја 1944);
- генерал армије, Маршал Совјетског Савеза Фјодор Иванович Толбухин (15. маја 1944 — 15. јуна 1945).

Чланови војног савета
- генерал-лајтнант, генерал-пуковник Алексеј Сергејевич Желтов (све време).
- генерал-мајор па генерал-лајтанант интендантске службе Владимир Макарович Лајок (све време).

Начелници штаба:
- генерал-лајтнант Феодосиј Константинович Корженевич (октобра 1943 — маја 1944);
- генерал-лајтнант, генерал-пуковник Сергеј Семјонович Бирјузов (маја — октобра 1944);
- генерал-лајтнант, генерал-пуковник Семјон Павлович Иванов (октобра 1944 — до краја рата).

Команданти ОМЈ фронта 
- генерал-лајтнант Михаил Иванович Павелкин (10. априла 1945 — до краја рата).